# 그니에즈노군

비엘코폴스카주 지도에 표시된 그니에즈노군의 위치

그니에즈노군(폴란드어: powiat gnieźnieński)은 폴란드 비엘코폴스카주에 위치한 군으로 군청 소재지는 그니에즈노이며 면적은 1,254.34km2, 인구는 140,333명(2006년 기준), 인구 밀도는 110명/km2이다.
북쪽으로는 쿠야비포모제주 주닌군, 동쪽으로는 쿠야비포모제주 모길노군, 남동쪽으로는 스우프차군, 남쪽으로는 브제시니아군, 서쪽으로는 포즈난군, 북서쪽으로는 봉그로비에츠군과 접한다. 10개 지방 자치체(1개 도시, 4개 도시형 농촌, 5개 농촌)를 관할한다.

군기
군 문장